# Elaphriella
Elaphriella is een geslacht van weekdieren uit de klasse van de Gastropoda (slakken).

## Soorten
- Elaphriella cantharos Vilvens & Williams, 2016
- Elaphriella dikhonikhe Vilvens & Williams, 2016
- Elaphriella eukhonikhe Vilvens & Williams, 2016
- Elaphriella helios Vilvens & Williams, 2016
- Elaphriella leia Vilvens & Williams, 2016
- Elaphriella paulinae Vilvens & Williams, 2016
- Elaphriella wareni Vilvens & Williams, 2016